# ディートリヒ・エッカート
ディートリヒ・エッカート（Dietrich Eckart、1868年3月23日 - 1923年12月26日）は、ドイツ（ヴァイマル共和政）のジャーナリスト、劇作家、詩人、政治活動家。国家社会主義ドイツ労働者党（ナチス）の最初期主要メンバー。保守革命の思想家のアルトゥール・メラー・ファン・デン・ブルックの「Das Dritte Reich（第三帝国）」の語を初めて借用した。

## 来歴

### 劇作家

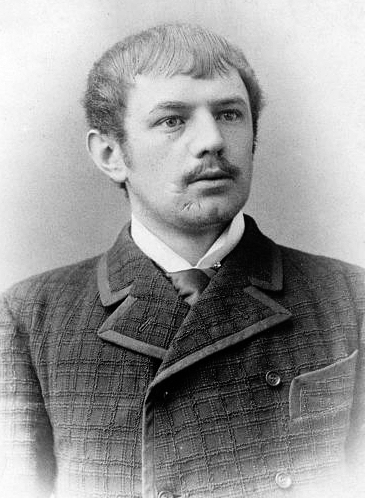
青年期のエッカート

1868年にニュルンベルク近郊のノイマルクト・イン・デア・オーバープファルツのカトリック教徒の家に生まれる。父クリスティアンはヴィッテルスバッハ家の公証人および法律カウンセラーであった。エッカートが10歳の時に母アンナが死去し、1895年に父が死去している。父親は多くの遺産を残したが、エッカートはそれをすぐに使い果たした。
エッカートはミュンヘン大学で医学と法律学を学ぶ傍ら、決闘や酒飲みに明け暮れたが、1891年に詩人、脚本家、ジャーナリストとして働くために中退。1899年にベルリンに移り住み、多くの脚本を執筆したが、一方でモルヒネ中毒に陥っていた。ベルリンでは演劇の脚本を多く執筆し、プロイセン王立劇場芸術監督のゲオルク・フォン・ヒュルゼン＝ハーゼラー伯爵に弟子入りした。同時期に決闘を行ったため逮捕され、パッサウのオーバーハウス城に一時期投獄されたが、エッカートは劇作家として成功し、1912年にはヘンリック・イプセンの『ペール・ギュント』の脚本を手掛け、民族主義・反ユダヤ主義を色濃く反映した脚本で名声を得た。1907年から弟ヴィルヘルムと同居していたが、1913年には未亡人のローザ・マルクスと結婚しミュンヘンに転居した。

### 右派活動家

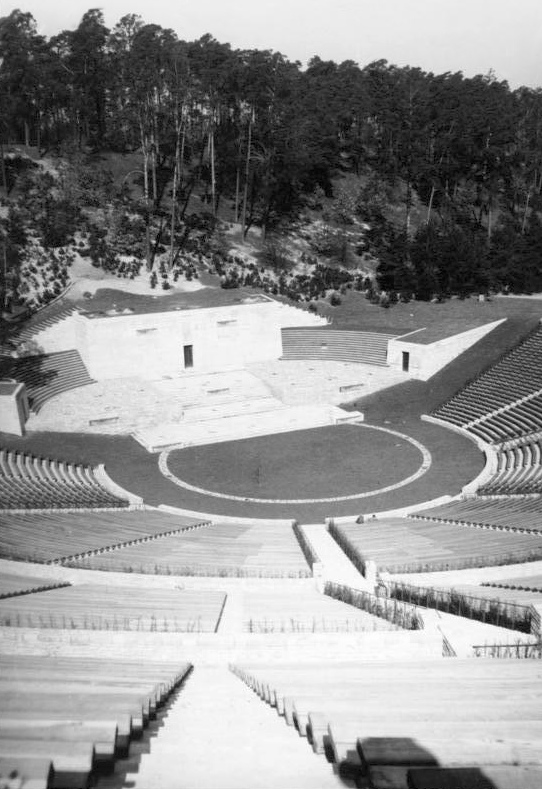
ディートリヒ・エッカート劇場

第一次世界大戦後、新聞『良いドイツ語で』を刊行し、アルフレート・ローゼンベルクとゴットフリート・フェーダーを編集員として勧誘した。エッカートはドイツ革命とヴェルサイユ条約を強く批判し、匕首伝説を信じドイツ社会民主党やユダヤ人の排除を訴えた。また、トゥーレ協会の会員としても活動していた。
1919年1月5日、アントン・ドレクスラー、フェーダー、カール・ハラーと共にドイツ労働者党を結成する。党はアドルフ・ヒトラーの台頭により勢力を拡大し、1920年2月には党名を国家社会主義ドイツ労働者党（ナチ党）に改称した。エッカートは12月に『フェルキッシャー・ベオバハター』を買収し党の機関紙にすると同時に党歌『ドイツよ、目覚めよ』を作詞した。
ヒトラーとは1919年に初めて会い、日記の中でヒトラーを「ドイツの栄光を取り戻す救世主」として期待を寄せる記述を残している。一方のヒトラーも、エッカートが著した反ユダヤ主義や民族主義について書かれた本のほとんどを読破するなど強い影響を受け、ナチ党の理念の確立に大きく貢献した。また、この頃にローゼンベルクをヒトラーに紹介し、1920年から1923年にかけて党のために精力的に活動した。
1923年11月9日、ヒトラーと共にミュンヘン一揆に参加した。一揆の失敗後は他のナチ党員と共に逮捕されランツベルク刑務所に収監されたが、病気が理由ですぐに釈放され、12月26日にベルヒテスガーデンでモルヒネ中毒による心臓発作で死去した。

## 記念碑

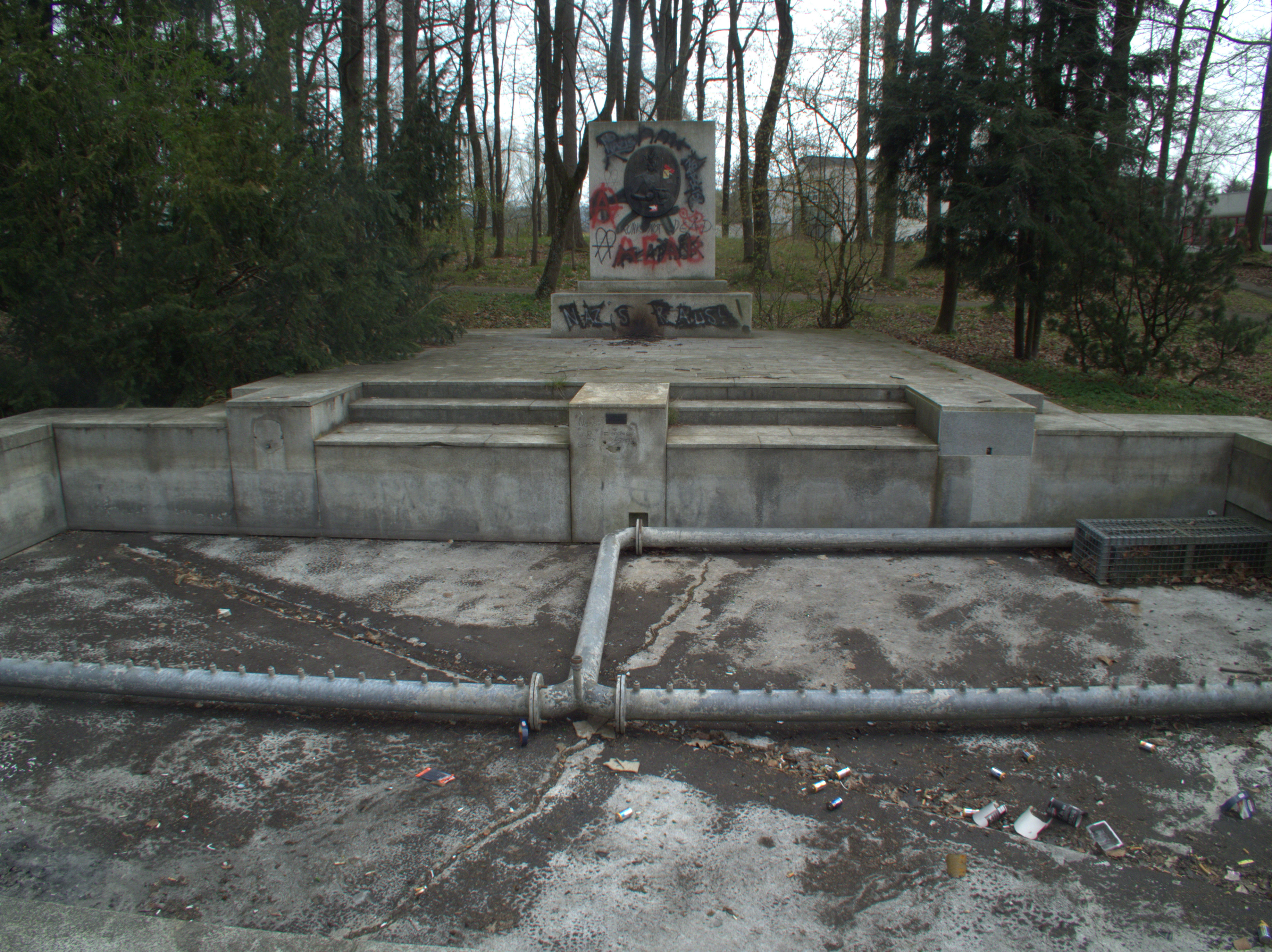
ノイマルクト・イン・デア・オーバープファルツのエッカートの記念碑跡。反ナチやネオナチによる落書き被害が後を絶たない。

ヒトラーは『我が闘争』の第一巻をエッカートに捧げ、ナチス・ドイツの下でドイツ各地にエッカートの記念碑を建立した。1936年に開催されたベルリンオリンピックのスタジアムの一つには「ディートリヒ・エッカート劇場」と命名している（現在は「ヴァルトビューネ」に改名されている）。また、親衛隊髑髏部隊第5連隊に「ディートリヒ・エッカート」の通称が与えられた。
1934年、エッカートの故郷ノイマルクト・イン・デア・オーバープファルツは「ディートリヒ・エッカート・シュタット」に改名され、ヒトラー臨席の下で市内の公園にエッカートの記念碑が建てられた。第二次世界大戦後に記念碑は撤去され、代わって同地出身のデンマーク王クリストファ3世の記念碑が建てられた。
1938年3月、パッサウ市長はエッカート生誕70年を記念して、オーバーハウス城のエッカートが投獄された部屋を復元し、通りの名前も「エッカート通り」に改名された。この他、各地の学校や道路などにエッカートの名前が付けられたが、いずれも第二次世界大戦後には全て改名されている。